# Lady Lake
Lady Lake ist eine Stadt im Lake County im US-Bundesstaat Florida. Das U.S. Census Bureau hat bei der Volkszählung 2020 eine Einwohnerzahl von 15.970 ermittelt.

## Geographie
Lady Lake grenzt im Süden an Fruitland Park. Die Stadt liegt rund 25 km nordwestlich von Tavares sowie etwa 70 km nordwestlich von Orlando.

## Demographische Daten
Laut der Volkszählung 2010 verteilten sich die damaligen 13.926 Einwohner auf 8.273 Haushalte. Die Bevölkerungsdichte lag bei 814,4 Einw./km². 90,8 % der Bevölkerung bezeichneten sich als Weiße, 5,1 % als Afroamerikaner, 0,4 % als Indianer und 1,1 % als Asian Americans. 1,4 % gaben die Angehörigkeit zu einer anderen Ethnie und 1,3 % zu mehreren Ethnien an. 4,3 % der Bevölkerung bestand aus Hispanics oder Latinos.
Im Jahr 2010 lebten in 11,5 % aller Haushalte Kinder unter 18 Jahren sowie 67,2 % aller Haushalte Personen mit mindestens 65 Jahren. 57,8 % der Haushalte waren Familienhaushalte (bestehend aus verheirateten Paaren mit oder ohne Nachkommen bzw. einem Elternteil mit Nachkomme). Die durchschnittliche Größe eines Haushalts lag bei 1,89 Personen und die durchschnittliche Familiengröße bei 2,39 Personen.
12,3 % der Bevölkerung waren jünger als 20 Jahre, 12,2 % waren 20 bis 39 Jahre alt, 15,2 % waren 40 bis 59 Jahre alt und 60,5 % waren mindestens 60 Jahre alt. Das mittlere Alter betrug 67 Jahre. 45,7 % der Bevölkerung waren männlich und 54,3 % weiblich.
Das durchschnittliche Jahreseinkommen lag bei 37.622 $, dabei lebten 14,3 % der Bevölkerung unter der Armutsgrenze.
Im Jahr 2000 war Englisch die Muttersprache von 95,83 % der Bevölkerung, spanisch sprachen 1,77 % und 2,30 % hatten eine andere Muttersprache.

## Sehenswürdigkeiten
Am 8. September 2014 wurde das Dyches House in das National Register of Historic Places eingetragen.

## Verkehr
Lady Lake wird vom U.S. Highway 441 (SR 25) durchquert. Der nächste Flughafen ist der Orlando Sanford International Airport (etwa 80 km östlich).

## Kriminalität
Die Kriminalitätsrate lag im Jahr 2010 mit 204 Punkten (US-Durchschnitt: 266 Punkte) im durchschnittlichen Bereich. Es gab sieben Vergewaltigungen, zwei Raubüberfälle, 41 Körperverletzungen, 61 Einbrüche, 250 Diebstähle, 30 Autodiebstähle und eine Brandstiftung.